# LogicalDOC
LogicalDOC est un système libre de gestion de documents qui est conçu pour gérer et partager les documents au sein d'une même société ou d’une organisation. 
LogicalDOC est un dépositaire de documents, doté d’un système d’indexation Lucene, d'un flux de travail jBPM et d'un ensemble de procédures d'importation automatiques.
Le système a été développé au moyen de la plate-forme Java.

## Historique
En 2006, deux développeurs ayant une expérience dans les produits J2EE ont décidé de démarrer une entreprise appelée Logical Objects, avec la mission de maintenir et de faire évoluer le projet open source Contineo. Après un an, Logical Objects a décidé de ramifier l'ancien projet et de commencer un tout nouveau produit appelé LogicalDOC. 
À la mi-2008, la première version de LogicalDOC a été rendue disponible sur SourceForge. La première version a été numérotée 3.6 afin de poursuivre la numérotation à partir de l'ancien projet. 
En 2010, LogicalDOC a remporté le prix Infoworld Bossie Awards, dans la catégorie: meilleures applications open source.
En 2015, Logical Objects a changé son nom d’entreprise en LogicalDOC, le même nom que leur produit.
En 2017 LogicalDOC a été inclus par Qnap Systems, Inc. dans le magasin d'applications des périphériques Qnap

## Utilisation
LogicalDOC est une application de gestion de documents sur le Web, de sorte qu'un navigateur Web est nécessaire pour utiliser. Voici une liste des navigateurs Web compatibles avec LogicalDOC : Firefox, Internet Explorer, Safari, Google Chrome. L’interface web a été conçue avec Google Web Toolkit.

## Fonctions générales
Un système de gestion de document permet d’administrer des documents personnels ou non, ce qui facilite la recherche d’une version spécifique de documents. Ce système permet de rechercher un document par contenu, au moyen de l’index.
LogicalDOC a été localisé en 15 langues. LogicalDOC peut être paramétré pour supporter les index en texte plein, pour chaque langue d’application et en fonction des algorithmes utilisés.

## Liens Externes
- Site Internet LogicalDOC